# Odo IV. (Burgund)

Wappen Odos vor dem Tod seines Bruders Hugo V. 1315

Wappen Roberts ab 1315

Odo IV. (Eudes IV.) (* 1295; † 3. April 1350 in Sens) war Herzog von Burgund von 1315 bis 1350, Graf von Burgund und Graf von Artois von 1330 bis 1347. Er war der Sohn von Herzog Robert II. († 1306) und der Agnes von Frankreich († 1327), der jüngsten Tochter von Ludwig IX.
Durch seine Schwester Margarete von Burgund (1290–1315) war er der Schwager des französischen Königs Ludwig X. und der Onkel der Königin Johanna II. von Navarra. Durch seine Schwester Johanna von Burgund (um 1293–1348/49) war er der Schwager des Königs Philipp VI.
Er folgte 1315 seinem älteren Bruder Hugo V. als Herzog von Burgund. 1316, nach dem Tod Ludwigs X., unterstützte er die Ansprüche seiner Nichte Johanna II. gegen König Philipp V., den Bruder Ludwigs X.; der Streit wurde 1318 durch die Heirat Odos mit Philipps Tochter Johanna (1308–1347), die 1330 von ihrer Mutter, Johanna von Burgund, die Grafschaften Burgund (die spätere Franche-Comté) und Artois erbte, beigelegt.
1328 verzichtete seine Nichte nach dem Aussterben der älteren Linie der Kapetinger vertraglich auf den französischen Thron und bekam dafür ihr Erbe, das Königreich Navarra übergeben.
Johanna und Odo hatten sechs Kinder:
- Sohn (*/† Juni 1322; bestattet in Val-des-Choux)
- Philipp, genannt Philippe Monsieur (* 1323; † 1346), Graf von Auvergne und Boulogne, Erbherzog von Burgund, Vater von Philipp von Rouvres, Herzog von Burgund
- Johann (* Juli 1325; † 1327/1328; bestattet in Val-des-Choux)
- Sohn (* um 1327; † jung; bestattet in Val-des-Choux)
- Sohn (* um 1330; † jung; bestattet in Val-des-Choux)
- Sohn (* 1335; † jung; bestattet in Val-des-Choux)

Odo erbte 1316 durch den Tod seines Bruders Ludwig dessen Ansprüche auf das Königreich Thessaloniki, die er 1321 an Philipp I. von Tarent verkaufte. Er diente loyal König Philipp VI., seinem Schwager, kämpfte gegen die Flamen und wurde 1328 in Cassel verwundet. Er verteidigte 1340 Saint-Omer gegen den abgesetzten Robert III. von Artois und half Karl von Blois im Bretonischen Erbfolgekrieg gegen Johann von Montfort. 1346 schließlich kämpfte er gegen die Engländer in der Guyenne.
Herzog Odo IV. von Burgund wurde im Kloster Cîteaux bestattet. Sein Nachfolger wurde – seine sechs Söhne waren alle vor ihm gestorben – sein Enkel Philipp von Rouvres.